# مقياس قدرة

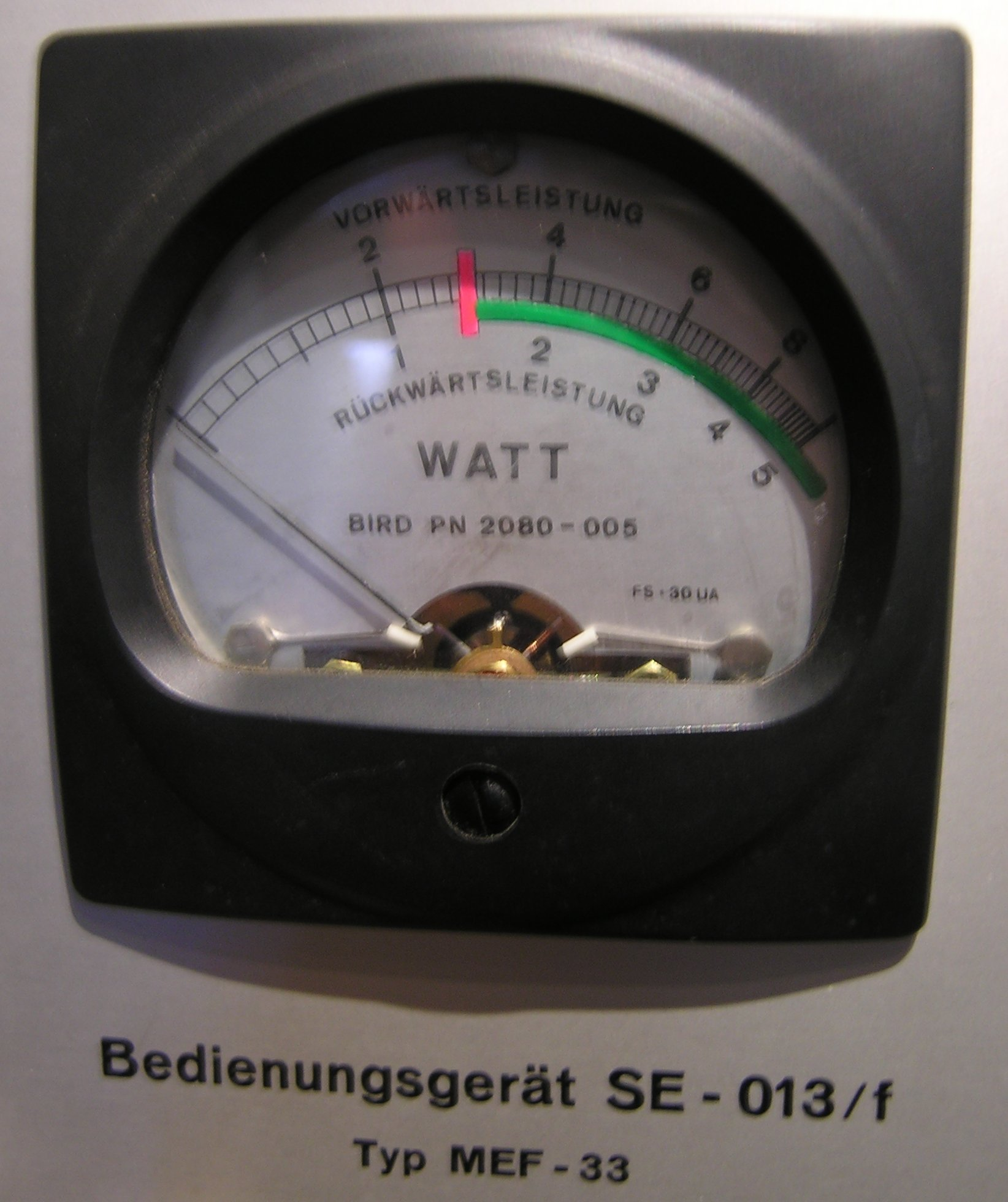
واط ميتر

مقياس القدرة أو مقياس الطاقة أو مقياس كهرتحريكي أو مقياس واط (بالإنجليزية: Wattmeter)‏ هو جهاز لقياس القدرة الكهربائية، في الدوائر الكهربائية ذات التيار المستمر تكون قراءة الجهاز متناسبة مع حاصل ضرب قيمة التيار (أمبير) في الجهد (فولت)، أما في الدوائر الكهربائية ذات التيار المتردد فيؤخذ بنظر الاعتبار معامل القدرة لأن التيار والجهد قد لا يكونان متحدي الطور.